# Ashtonia eucalyptorum
Ashtonia eucalyptorum är en kräftdjursart som beskrevs av Albert Vandel 1973. Ashtonia eucalyptorum ingår i släktet Ashtonia och familjen Philosciidae. Inga underarter finns listade i Catalogue of Life.